# Where You Stand
A Where You Stand a skót alternatív rock-britpop együttes, a Travis hetedik albuma, melyet 2013. augusztus 19-én adtak a saját kiadójuknál, a Red Telephone Box kiadónál a Kobalt Label Services-en keresztül. Az albumról az első kislemezt, az azonos című Where You Stand-et 2013. április 30-án adták ki. Az együttes öt éve nem adott ki nagylemezt. A lemez támogatásaként az együttes számos élő előadást tervez, beleértve a T in the Park nevű rendezvényt, 2013. július 13-án.

## Kislemezek
- A "Where You Stand"-et 2013. április 30.-án adták ki. A zene videóklipjének premierjét a VEVO-n adták le azonos napon.
- A "Moving"-ot, a második kislemezt az albumról 2013. július 1.-én adták ki, az azonos napon megjelent a címadó dal videóklipje is.[5]

## Kiadási formák
Az album több különböző formátumban lesz kiadva:
- Digitális letölthető változat, 11 zeneszámmal;
- Standard CD – 11 zeneszám, egy tizennégy oldalas könyvvel;
- Deluxe-változatú CD – 11 zeneszám, két bónusz zene (Anniversary, Pararell Lines (Daydream)) és egy DVD, ami tartalmazza az album és a Where You Stand című szám videóklipjének készítéséről készült videókat;
- Bakelitlemez, 11 zeneszámmal és regisztrációs kóddal, amely segítségével letölthető a digitális változat;
- ,,Super-Deluxe Box Set", a tizenhárom dalos deluxe-CD, egy bakelitlemez tizenegy zeneszámmal, egy a zenekar tagjai által dedikált bakelitlemez tok, egy 12"x12"-os fotó az együttesről, egy az énekes, Fran Healy által tervezett póló, és mindez egy gyűjtők változata típusú dobozban;
- Japán Deluxe lemez, ami a tizenhárom számos deluxe változaton felül tartalmaz még egy exkluzív ráadás zeneszámot.[6]

## Számok listája[7]
|     | Cím              | Szerző(k)                   | Producer(ek) | Hossz |
| --- | ---------------- | --------------------------- | ------------ | ----- |
| 1.  | Mother           | Fran Healy                  | Healy        | 3:58  |
| 2.  | Moving           |                             |              | 4:32  |
| 3.  | Reminder         |                             |              | 3:21  |
| 4.  | Where You Stand  | Francis Healy, Dougie Payne | Healy        | 3:40  |
| 5.  | Warning Sign     |                             |              | 3:51  |
| 6.  | Another Guy      |                             |              | 3:41  |
| 7.  | A Different Room |                             |              | 3:58  |
| 8.  | New Shoes        |                             |              | 3:33  |
| 9.  | On My Wall       |                             |              | 2:52  |
| 10. | Boxes            |                             |              | 4:22  |
| 11. | The Big Screen   |                             |              | 4:15  |

| 12. | Anniversary               |  |  |  |
| 13. | Parallel Lines (Daydream) |  |  |  |

| 12. | Anniversary               |  |  |  |
| 13. | Parallel Lines (Daydream) |  |  |  |
| 14. | Ferris Wheel              |  |  |  |